# Ein schrecklich nettes Haus
Ein schrecklich nettes Haus (Anlehnung an Eine schrecklich nette Familie; Originaltitel: In the House) ist eine US-amerikanische Sitcom, die von 1995 bis 1999 in 5 Staffeln bzw. 76 Folgen von dem Sender NBC (später UPN) produziert wurde.
In Deutschland lief die Serie erstmals von 1999 bis 2000 auf RTL II. Seit diesem Zeitpunkt wurde sie nie mehr ausgestrahlt.

## Inhalt
Hauptdarsteller ist Marion Hill (gespielt von LL Cool J), ein ehemaliger Football-Spieler, der aufgrund einer Knieverletzung seine Karriere vorzeitig beenden muss. Er beschließt kurz darauf sich einen Job zu suchen und mietet eine Wohnung in Los Angeles. Da jedoch schon die alleinerziehende Mutter Jackie Warren mit ihren beiden Kindern Tifanny und Austin die Wohnung gemietet hat, zieht Marion in der Wohnung über der Garage ein. Jackie findet bald einen Job und weiß nicht wer nun auf die Kinder aufpassen soll. Die Kinder wollen, dass Marion auf sie aufpasst. Anfangs skeptisch, nimmt Jackie schließlich den Vorschlag von den beiden Kindern an, da ihr sonst nichts anderes übrig bleibt. Später kommen noch viele andere Charaktere hinzu, beispielsweise Dr. Maxwell Stanton (gespielt vom aus der Serie Der Prinz von Bel-Air bekannten Alfonso Ribeiro).

## Besetzung
Die Synchronisation der Serie wurde bei der Cine Entertainment erstellt.
| Rolle                             | Darsteller              | Synchronsprecher    |
| --------------------------------- | ----------------------- | ------------------- |
| Marion Hill                       | LL Cool J               | Marco Kröger        |
| Dr. Maxwell Stanton (Staffel 2–5) | Alfonso Ribeiro         | Charles Rettinghaus |
| Tiffany Warren (Staffel 1–4)      | Maia Campbell           | Eva Michaelis       |
| Tonia Riley Harris (Staffel 1–4)  | Kim Wayans              | Angela Quast        |
| Carl (Staffel 2–5)                | Ken Lawson              | Jan-David Rönfeldt  |
| Jackie Warren (Staffel 1–2)       | Debbie Allen            | Anke Reitzenstein   |
| Mercedes Langford (Staffel 2–4)   | Lark Voorhies           |                     |
| Heather Cornstock (Staffel 1–2)   | Lisa Arrindell Anderson | Marion von Stengel  |